# San Pio delle Camere
San Pio delle Camere è un comune italiano di 650 abitanti della provincia dell'Aquila in Abruzzo. Il centro è situato nell'altopiano di Navelli, lungo la strada statale 17 dell'Appennino Abruzzese ed Appulo-Sannitico, ed è dominato dal castello recinto medievale; l'unica frazione è Castelnuovo, paese sviluppatosi intorno a un borgo fortificato.

## Geografia fisica
Il comune di San Pio delle Camere è situato nell'entroterra abruzzese, in un mandorleto, alle pendici sud-occidentali del massiccio del Gran Sasso d'Italia, al margine settentrionale dell'altopiano di Navelli e a ridosso della conca aquilana a nord. Il paese, dominato ad est dal Monte Gentile, si sviluppa su un terreno roccioso da cui sono ricavate cavità chiuse che in passato venivano utilizzate per riparare il bestiame o altrimenti come depositi di cibarie o come vere e proprie cantine. Da queste grotte, in parte artificiali e in parte naturali,
deriva la denominazione  "delle Camere".

## Storia
La prima notizia sul paese risale all'anno 1001, quando Villa San Pio fu donata da Oderisio I Pagliara, abate di San Giovanni in Venere, al monastero di Bominaco; successivamente, nel 1092, il possedimento fu donato da Ugo di Gerberto alla diocesi di Valva insieme alla vicina abbazia di San Benedetto in Perillis.
Grazie alla favorevole posizione, all'intersezione tra la strada che proveniva dalla medio-alta valle dell'Aterno e quella che discendeva da Campo Imperatore, e alle particolari caratteristiche morfologiche del terreno, divenne un'importante stazione di ricovero per i pastori che percorrevano il tratturo Magno. Al XII secolo risale invece la nascita di Castelnuovo, borgo fortificato, oggi frazione di San Pio delle Camere.
Nel 1173 il paese, ormai divenuto possedimento feudale, fu concesso insieme al suo castello ai fratelli Gentile e Gualtiero di Poppleto dal re di Sicilia Guglielmo II. Nel 1254 San Pio partecipò, con altri castelli del contado, alla fondazione dell'Aquila, ricevendo un locale all'interno del quarto di Santa Maria. Durante la guerra dell'Aquila (1423-24) subì l'assedio e l'occupazione di Braccio da Montone, che ne distrusse la rocca, mai completamente ricostruita. Nel 1426, insieme ad altri borghi, passò dalla giurisdizione della diocesi di Sulmona-Valva a quella della diocesi dell'Aquila.
Nel 1528, a seguito della sconfitta angioina nella guerra della Lega di Cognac, Carlo V d'Asburgo punì la città dell'Aquila per essersi schierata con i nemici, togliendole il dominio sui castelli del proprio contado; San Pio fu quindi ceduto a Colantonio Caracciolo. Nel 1558 il feudo fu acquistato da Diomede Carafa, poi nel 1586 da Ettore Caracciolo e infine, nel 1587, da Ortensio Del Pezzo. Con Girolamo Del Pezzo, nel 1645 il feudo verrà elevato inoltre a principato. Nel 1806, a seguito delle leggi eversive della feudalità del periodo napoleonico e della riorganizzazione amministrativa del regno, San Pio fu ricompreso nel circondario di Barisciano, appartenente al distretto di Aquila; dal 1811 fu riunito, insieme agli altri comuni del circondario, a quello centrale di Barisciano, mentre dal 1829 diventò comune autonomo, con la frazione di Castelnuovo.
Il comune di San Pio delle Camere è stato colpito dal terremoto dell'Aquila del 2009, che ha avuto effetti particolarmente devastanti sulla frazione di Castelnuovo, causando invece danni limitati nel capoluogo comunale.

## Monumenti e luoghi d'interesse
Il centro abitato di San Pio delle Camere è caratterizzato dalla presenza di tre chiese, del castello recinto medievale e di un parco naturale tematico. Nella frazione di Castelnuovo e nei suoi pressi sono presenti altri tre edifici religiosi storici, un palazzo nobiliare e il borgo fortificato. All'interno del comune, infine, ricade anche una parte del sito archeologico di Peltuinum.

### Architetture religiose
Chiesa parrocchiale di San Pietro Celestino

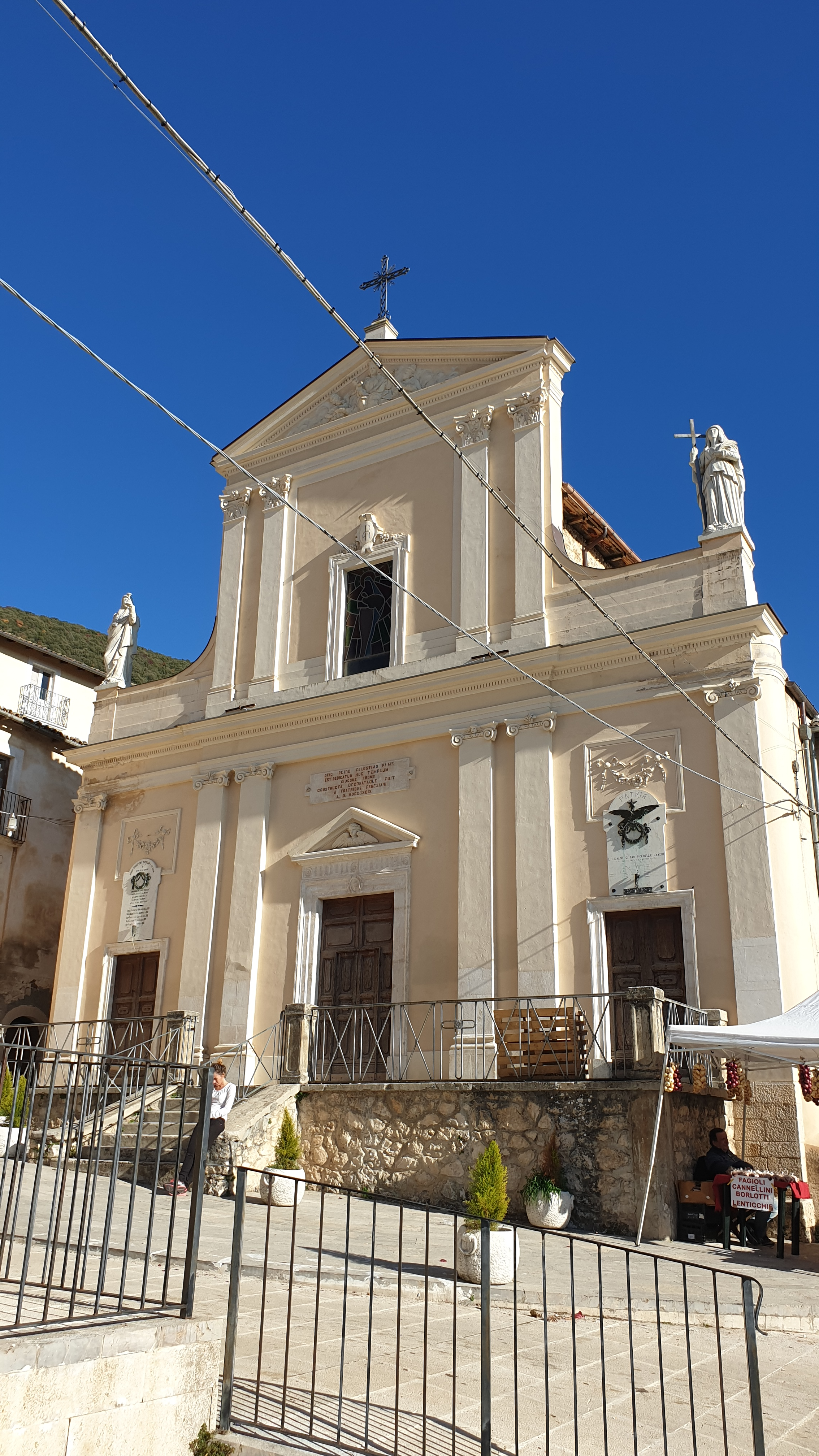
Veduta della facciata della chiesa di San Pietro Celestino, in piazza Redentore

La prima costruzione ecclesiastica, esistente già dal XII-XIII secolo, nel 1423 venne attaccata e distrutta dall'esercito di Braccio da Montone. La chiesa venne dunque ricostruita nella prima metà del XVI secolo e ampliata nei secoli seguenti, assumendo l'aspetto attuale. La chiesa è stata danneggiata dal sisma del 6 aprile 2009 ed è stata riaperta nel 2015.
La facciata fu terminata in stile neoclassico nel 1899 dai fratelli Giovanni e Berardino Feneziani, come recita un'iscrizione, ed è inquadrata tra paraste binate a capitello ionico, con un portale centrale architravato a timpano triangolare, sovrastato oltre il cornicione da una finestra rettangolare. Al 1889 risale invece il completamento del campanile a torre.
L'interno è in stile barocco alla romana, con scansione a tre navate con colonne massicce e quadrate che fungono da pilastri divisori. Le rifiniture sono state fatte a tappe successive, le incorniciature, tipiche dello stile barocco, sono a stucco, la volta a botte è dipinta, e quattro quadri riassumono la storia della vita di san Pietro Celestino. Il primo quadro, presso l'ingresso, raffigura Pietro Angelerio che riceve la tiara, il secondo la Santissima Vergine con Pietro in preghiera, il terzo il santo in Gloria in Cielo e il quarto lo stemma del santo. Sulla parete posteriore della chiesa era appoggiato un monumentale altare, successivamente smembrato, di cui si conservano blocchi di pietra lavorata. Alla parete anteriore sopra la bussola d'ingresso, sorretto da un palchetto, che poggiava su due colonne lignee, era addossato l'organo che poi è stato rimosso. Gli altari in tutto sono otto, più quello centrale. I dipinti da ammirare sono di Paolo Cardone, pittore aquilano del XVI secolo, un quadro di Domenico Albertino del 1600. Presso la sacrestia si trova un affresco cinquecentesco della Madonna col Bambino su baldacchino (1566).
Chiesa di San Pio I Papa
Fondata dalla Compagnia Gerosolimitana dell'Aquila ed esistente prima del XV secolo, fu anch'essa distrutta da Braccio da Montone e in seguito ricostruita nel 1542, come testimonia la data dell'affresco posto sopra l'altare, ritraente San Pio tra San Giovanni Battista e un santo ignoto. La chiesa nel 1936 fu affiancata da un altro edificio, l'asilo infantile affidato alle suore Francescane di Gesù Bambino, e funzionante sino al 1962.
Chiesa di Sant'Antonio
Edificio situato appena fuori dal borgo e risalente al XVII secolo, ormai in rovina.

### Architetture militari
Castello medievale
Fu costruito nel 1173 come punto di controllo di San Pio. Nel 1423 subì l'attacco di Braccio da Montone assieme al vicino castello di Barisciano, e diventò un rudere con solo la torre puntone in piedi. Attualmente è visitabile, tuttavia è necessario una nuova rivalutazione.

### Siti archeologici
I resti della città di Peltuinum sorgono a cavallo del confine tra gli attuali comuni di San Pio delle Camere e Prata d'Ansidonia; fondato dai Vestini e poi passata sotto il controllo dei Romani, il centro era situato lungo la via Claudia Nova e fu definitivamente abbandonato nell'alto Medioevo, a causa del fenomeno dell'incastellamento.
I resti archeologici attualmente portati alla luce sono parte della cinta muraria, resti del teatro cittadino, di un tempio, di un edificio sepolcrale e di cisterne.

### Aree naturali
Il Regno dei Mazzamurelli
Il Regno dei Mazzamurelli è un parco avventura situato nella località di Cerquelle, al di fuori del centro abitato. Immerso nella vegetazione, ha una superficie di 30 000 m² e 7 percorsi (2 Briefing e 5 percorsi avventura). Presenta aree pic-nic, barbecue e campi sportivi per attività collaterali.

## Società

### Evoluzione demografica
Abitanti censiti

### Etnie e minoranze straniere
Secondo le statistiche ISTAT al 1º gennaio 2014 la popolazione straniera residente nel comune era di 209 persone, pari al 29,35% della popolazione. Le nazionalità maggiormente rappresentate in base alla loro percentuale sul totale della popolazione residente erano al 2013:
- Macedonia del Nord 99
- Romania 50
- Albania 47

In termini percentuali, San Pio delle Camere è il quarto comune italiano con la più alta percentuale di residenti stranieri dopo Rocca de' Giorgi (dove gli stranieri rappresentano il 30,95% della popolazione), Baranzate (30,65%) e Chiusavecchia (29,85%). Tra i comuni abruzzesi, San Pio delle Camere è quello con la più alta popolazione straniera, seguito da Poggio Picenze (19,5%) e Cansano (17,4%).

## Infrastrutture e trasporti
I principali assi viari del comune di San Pio delle Camere sono la strada statale 17 dell'Appennino Abruzzese ed Appulo-Sannitico (direttrice nord-ovest sud-est), che lambisce sia il capoluogo comunale sia la frazione di Castelnuovo e che collega l'abitato al capoluogo regionale dell'Aquila e alle autostrade A24 e A25, e la strada provinciale 8 Peltuinate (direttrice nord-est sud-ovest).

## Amministrazione
| Periodo        | Periodo        | Primo cittadino       | Partito                            | Carica                    | Note   |
| -------------- | -------------- | --------------------- | ---------------------------------- | ------------------------- | ------ |
| 15 luglio 1985 | 20 giugno 1990 | Francesco Aloisio     | Democrazia Cristiana               | Sindaco                   | [ 18 ] |
| 20 giugno 1990 | 24 aprile 1995 | Domenico Di Cesare    | Partito Comunista Italiano         | Sindaco                   | [ 18 ] |
| 24 aprile 1995 | 14 giugno 1999 | Marcello Aloisio      | Lista civica                       | Sindaco                   | [ 19 ] |
| 14 giugno 1999 | 14 giugno 2004 | Giovannino Costantini | Lista civica                       | Sindaco                   | [ 20 ] |
| 14 giugno 2004 | 30 marzo 2010  | Giovannino Costantini | Lista civica                       | Sindaco                   | [ 21 ] |
| 30 marzo 2010  | 6 marzo 2013   | Francesca D'Andrea    | Lista civica Insieme per rinascere | Sindaco                   | [ 22 ] |
| 6 marzo 2013   | 28 marzo 2013  | Maria De Bartolomeis  | –                                  | Commissario prefettizio   | [ 18 ] |
| 28 marzo 2013  | 26 maggio 2014 | Maria De Bartolomeis  | –                                  | Commissario straordinario | [ 23 ] |
| 26 maggio 2014 | 26 maggio 2019 | Pio Feneziani         | Lista civica Basta Declino!!       | Sindaco                   | [ 24 ] |
| 26 maggio 2019 | 10 giugno 2024 | Pio Feneziani         | Lista civica Continuità e Forza    | Sindaco                   | [ 25 ] |
| 10 giugno 2024 | in carica      | Pio Feneziani         | Lista civica Continuità e Forza    | Sindaco                   | [ 26 ] |